# Concordaat

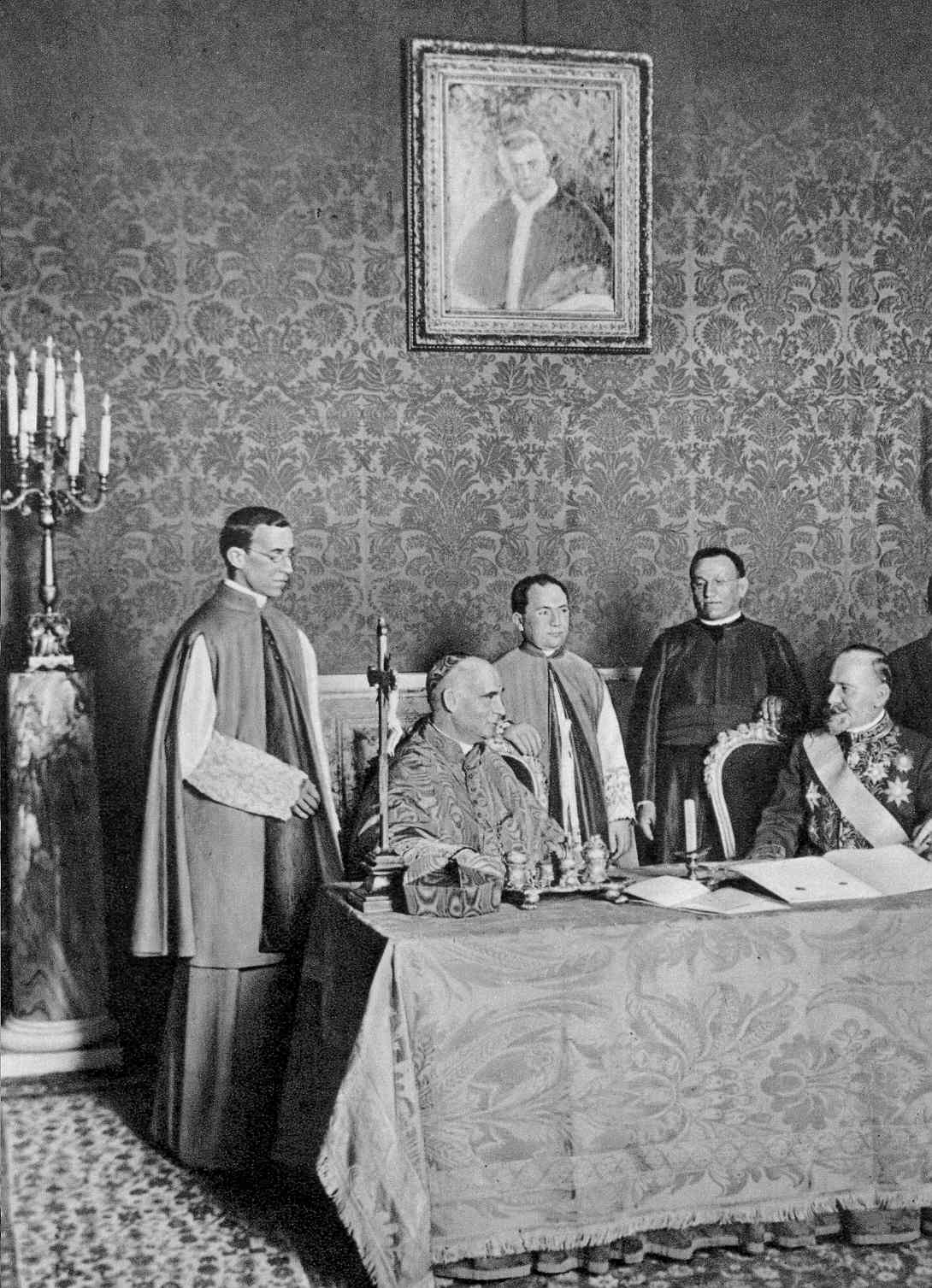
Ondertekening van het Concordaat met Servië (1914)

Een concordaat is de algemene benaming voor een bilaterale overeenkomst die gesloten wordt tussen de Heilige Stoel (waarmee bedoeld wordt het centrale bestuur van de Katholieke Kerk, nl. de paus samen met de Curie) enerzijds en een bepaalde staat anderzijds waardoor hun wederzijdse betrekkingen inzake alle voor beide partijen belangrijke zaken geregeld wordt.
Vele landen, waaronder Frankrijk, Italië (cf. de zogenaamde Verdragen van Lateranen), Spanje, Polen en Oostenrijk, hebben een concordaat met de Heilige Stoel.
Belangrijke concordaten waren:
- het Concordaat van Worms (1122)
- het Concordaat van Wenen (1448) tussen paus Nicolaas V en de Duitse koning  Frederik III van Habsburg
- het Concordaat van 15 juli 1801
- de Verdragen van Lateranen (1929)
- het Concordaat van Rome (1933)
- het Concordaat van 1953 met Francisco Franco in Spanje dat het nationaalkatholicisme tot staatsgodsdienst verheft